# Д̆
Д̆, д̆ — буква кириллицы. Отличается от буквы дэ присутствием кратки.
Используется в алеутском алфавите беринговского диалекта алеутского языка. Данная буква передаёт звонкий зубной щелевой согласный звук ⟨ð⟩, как, например, в словах ‘ад̆аӽ’ /aðɑχ/ «отец», ‘чӣд̆аӽ’ /ˈtʃiːðaχ/ — «птенец».